# Kościół Santa Maria Maddalena w Genui
Kościół Santa Maria Maddalena e San Gerolamo Emiliani (pol. kościół św. Marii Magdaleny i św. Hieronima Emilianiego) – rzymskokatolicki kościół w Genui, należący do Zgromadzenia Ojców Somasków. Jest kościołem parafialnym parafii pod tym samym wezwaniem, należącej do dekanatu Centro Ovest w Archidiecezji Genui.

## Historia i architektura

### Poprzednie kościoły
Pierwszy obiekt dedykowany św. Marii Magdalenie istniał na obszarze między Luccoli a Fossatello już w IX wieku. W 1140 roku kościół został uszkodzony przez pożar. Pod koniec XIII wieku pełnił funkcje parafialne. W 1480 roku stał się komturią. W latach 1572–1575 należał do teatynów. 26 września 1575 roku do kościoła zaproszono Zgromadzenie Ojców Somasków. Na mocy bulli papieskiej z lipca 1576 roku została im powierzona parafia i prepozytura, które 5 października 1576 roku objęli w posiadanie. Kompleks wkrótce okazał się niewystarczający dla potrzeb nowej wspólnoty religijnej. Pierwszy program prac związanych z rozbudową kościoła powstał w 1577 roku. Rozpoczęto w tym celu wykup przyległych parceli. W 1581 roku Franco Lercari, właściciel jednego z budynków zbudowanych przy pobliskiej Strada Nuova, zgodził się sfinansować rozbudowę świątyni zamian za prawo patronatu. Wykonanie projektu jednonawowego kościoła powierzono Giovanniemu Ponzello, ale projektu tego nigdy nie zrealizowano. W 1585 roku Gio Batta Spinola zawarł nową umowę z architektem Andreą Ceresolą, która zakładała całkowitą przebudowę obiektu. Plan przewidywał przede wszystkim skierowanie kościoła wraz prezbiterium na zachód, ułatwiając tym samym jego wbudowanie w tkankę miejską Strada Nuova. Prace rozpoczęły się w roku 1585, a we wrześniu 1587 roku kościół został ukończony. W 1589 roku wzniesiono przed nim portyk, wsparty na marmurowych kolumnach. Kościół był jednonawowy z głębokimi kaplicami bocznymi, flankowanymi podwójnymi pilastrami i zakończony niewielkim prezbiterium. Do wnętrza prowadziły cztery wejścia (trzy w fasadzie i jedno z boku). Prace budowlane, nadzorowane bezpośrednio przez samego Ceresolę, przebiegały szybko i zostały ukończone w 1589 roku wraz ze wzniesieniem portyku przed fasadą (jedyny jego zachowany fragment odbudowano podczas prac restauracyjnych w 1911 roku).

### Obecny kościół
W 1635 roku Somaskowie postanowili wznieść nowy obiekt, którego projekt (nieznanego autora) przedłożyli Spinoli, uzyskując jego finansowanie; według planu miała to być trzynawowa bazylika z podwójnymi kolumnami, dzielącymi jej wnętrze, posadowiona na tym samym obrysie co poprzednia świątynia, ale przedłożona o zlikwidowany portyk. W 1646 roku prace budowlane zostały zawieszone. Wznowiono je w 1660 roku, a w roku następnym zostały zasadniczo ukończone. Wystrój wnętrza miał miejsce w czasach późniejszych: 1679 i 1729 roku, zaś dekorację fasady ukończono dopiero w 1911 roku. 28 września 1755 roku kościół został konsekrowany przez arcybiskupa Giuseppe Marię Saporitiego.
Kościół św. Marii Magdaleny w Genui jest najstarszą siedzibą zgromadzenia zakonnego Somasków poza Somascą. 3 lipca 2016 roku na życzenie papieża Franciszka Kongregacja ds. Kultu Bożego i Dyscypliny Sakramentów dekretem podpisanym przez kardynała Roberta Saraha podniosła dotychczasowe wspomnienie św. Marii Magdaleny do rangi święta.

## Wystrój wnętrza
Dekoracje malarskie były realizowane w kolejnych etapach, od końca XVII do połowy XVIII wieku. Najważniejszy z nich jest cykl Sebastiana Galeottiego, który w 1729 roku pokrył freskami sklepienie nawy głównej i kopuły (Chwała św. Marii Magdaleny), prezbiterium i absydy. Malowidła w zakończeniach ramion transeptu zrealizował Sigismondo Betti w 1737 roku. Pozostałe freski są dziełem takich artystów jak: Giovanni Battista Parodi, Paolo Gerolamo Piola i Domenico Parodi.
Wśród zachowanych dzieł znajduje się też obraz Madonna z Dzieciątkiem, św. Mikołajem i św.Marią Magdaleną pędzla Bernarda Castella, XVII-wieczny posąg Madonny z Dzieciątkiem, drewniana, polichromowana grupa rzeźbiarska Św. Hieronim Emiliani, krucyfiks i aniołowie dłuta Agostina Storace z 1747 roku oraz kilka płócien poświęconych tematowi Pasji pędzla Giovanniego Enrica Vaymera i Giacoma Antonia Boniego z 1717 roku.

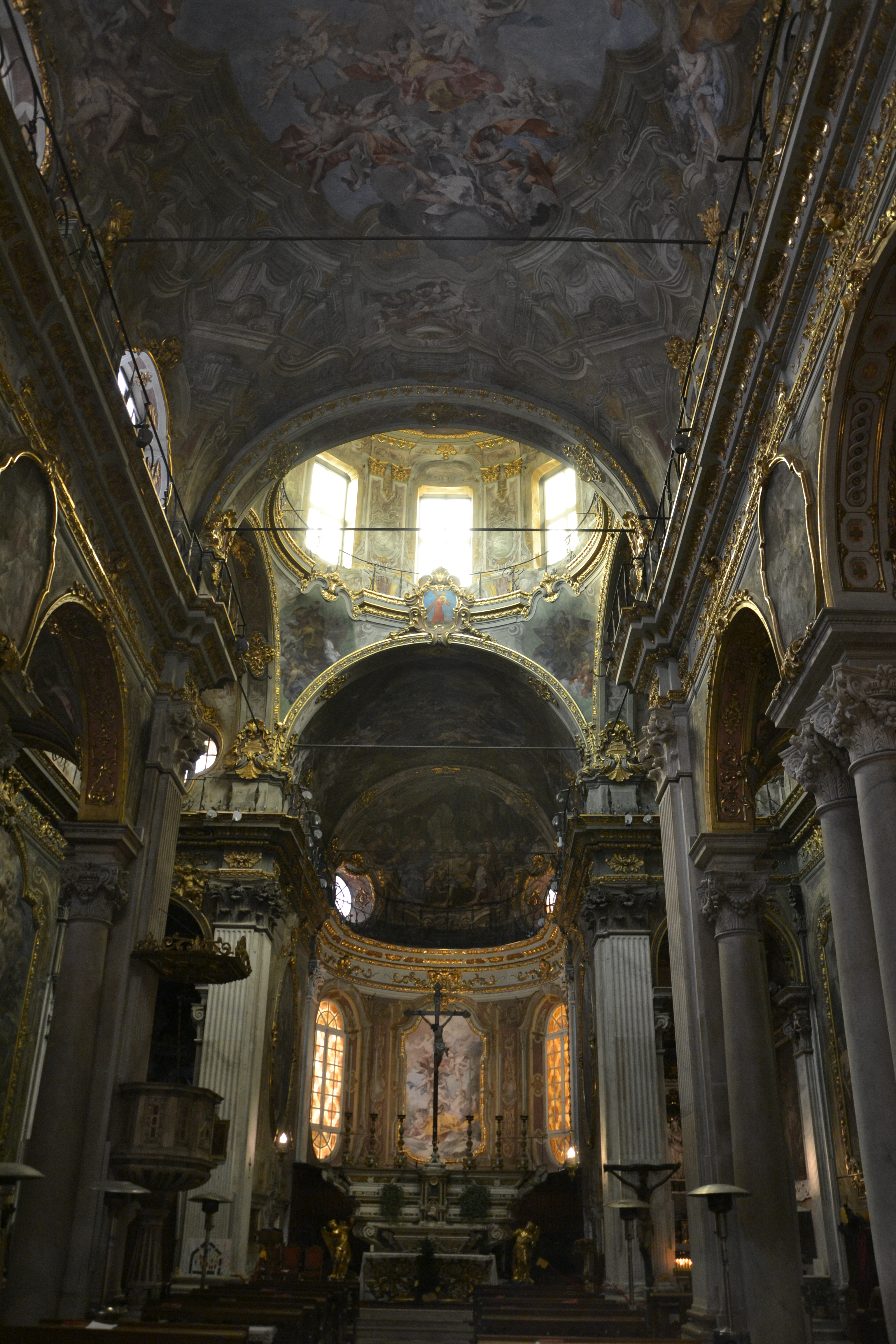
Nawa główna
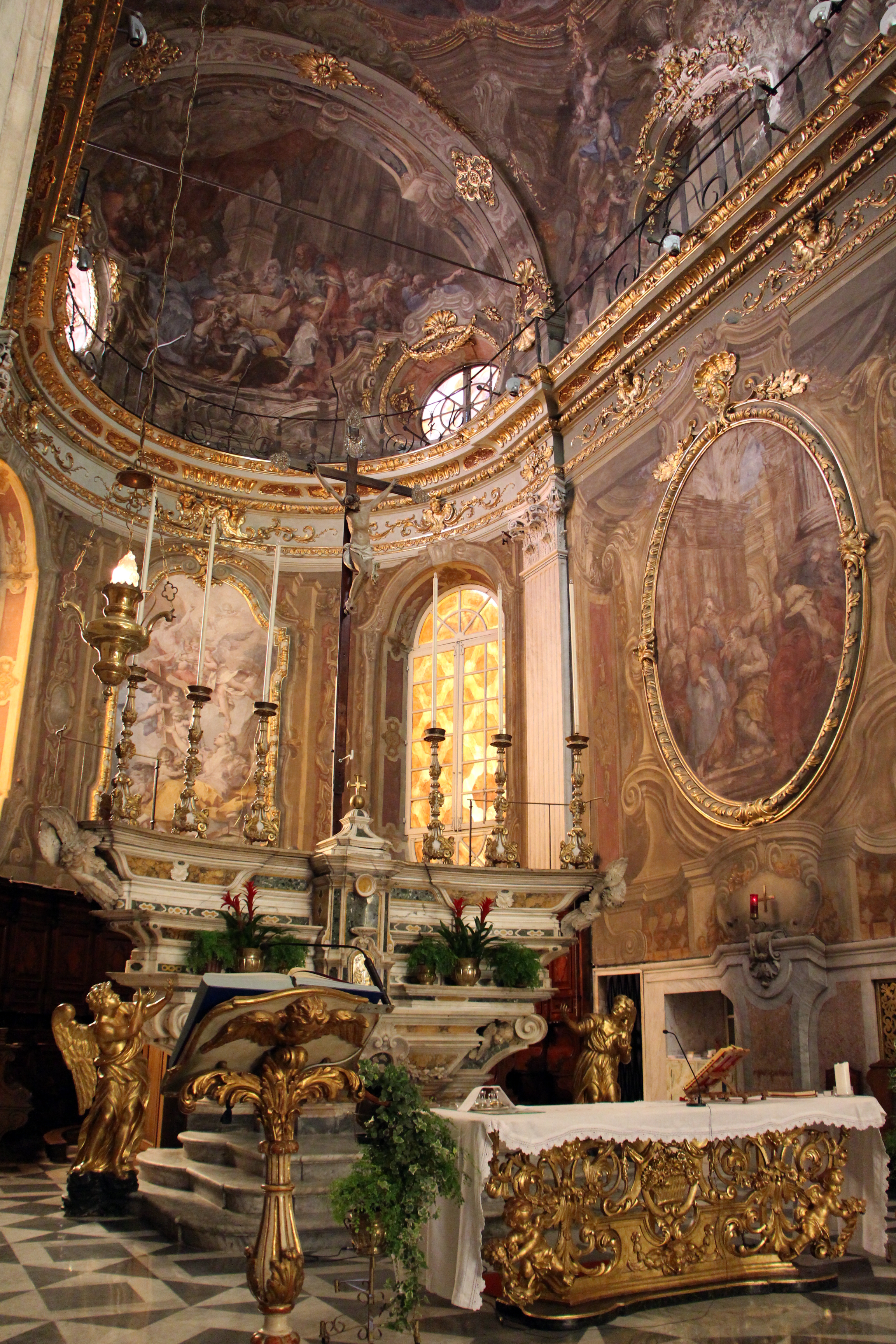
Prezbiterium
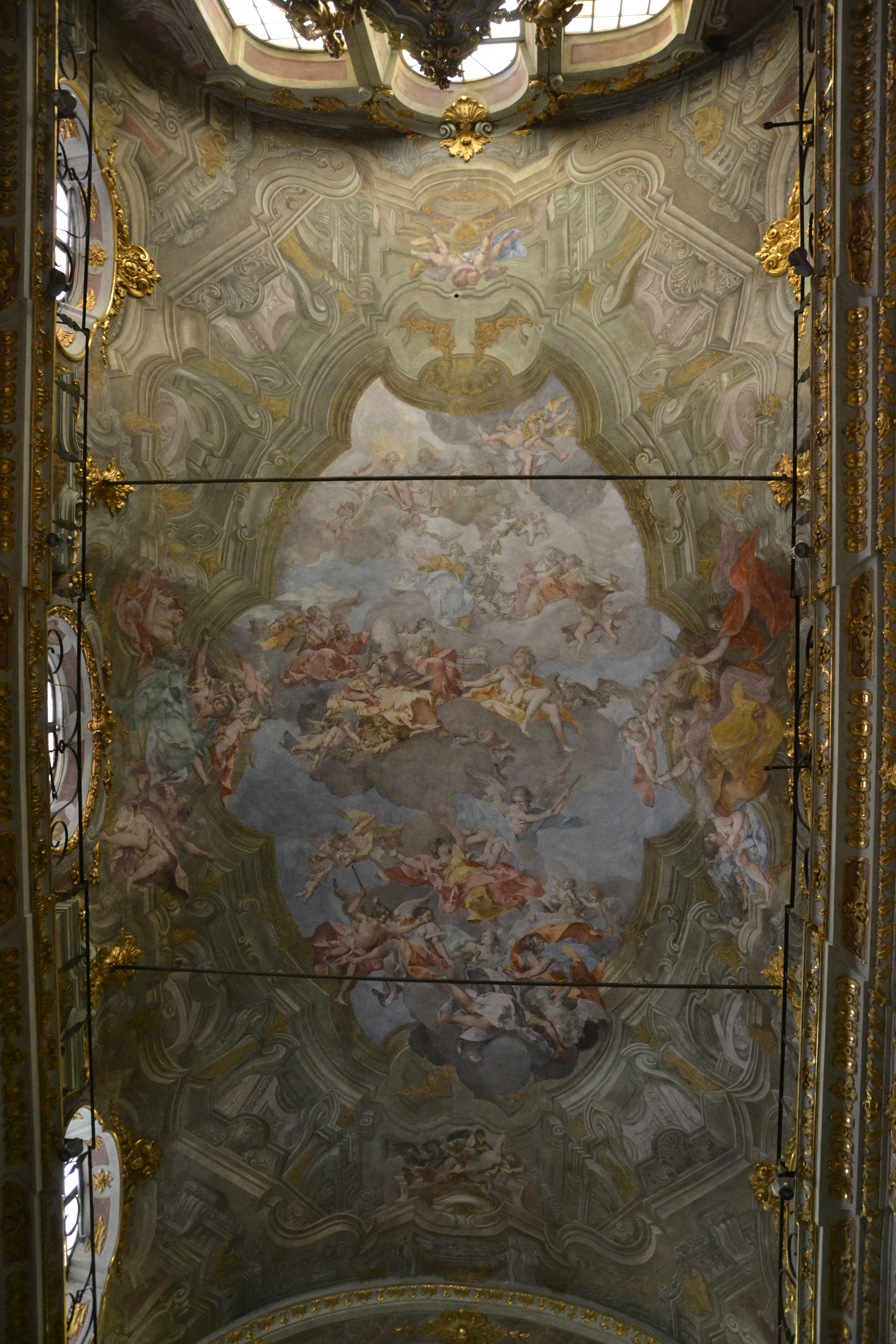
Sebastiano Galeotti, freski sklepienia nawy głównej
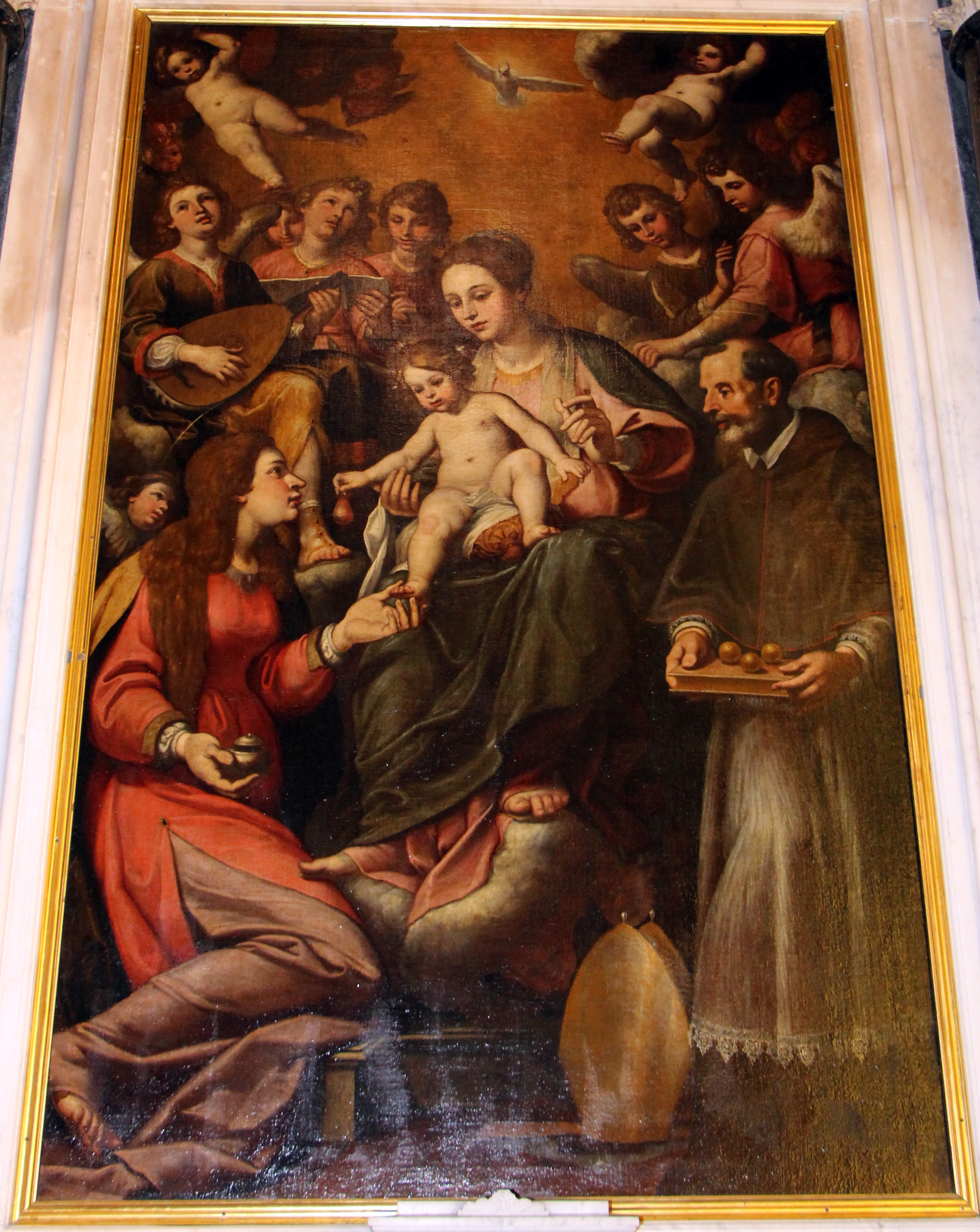
Bernardo Castello,  Madonna z Dzieciątkiem, św. Mikołajem i św.Marią Magdaleną, XVII w.
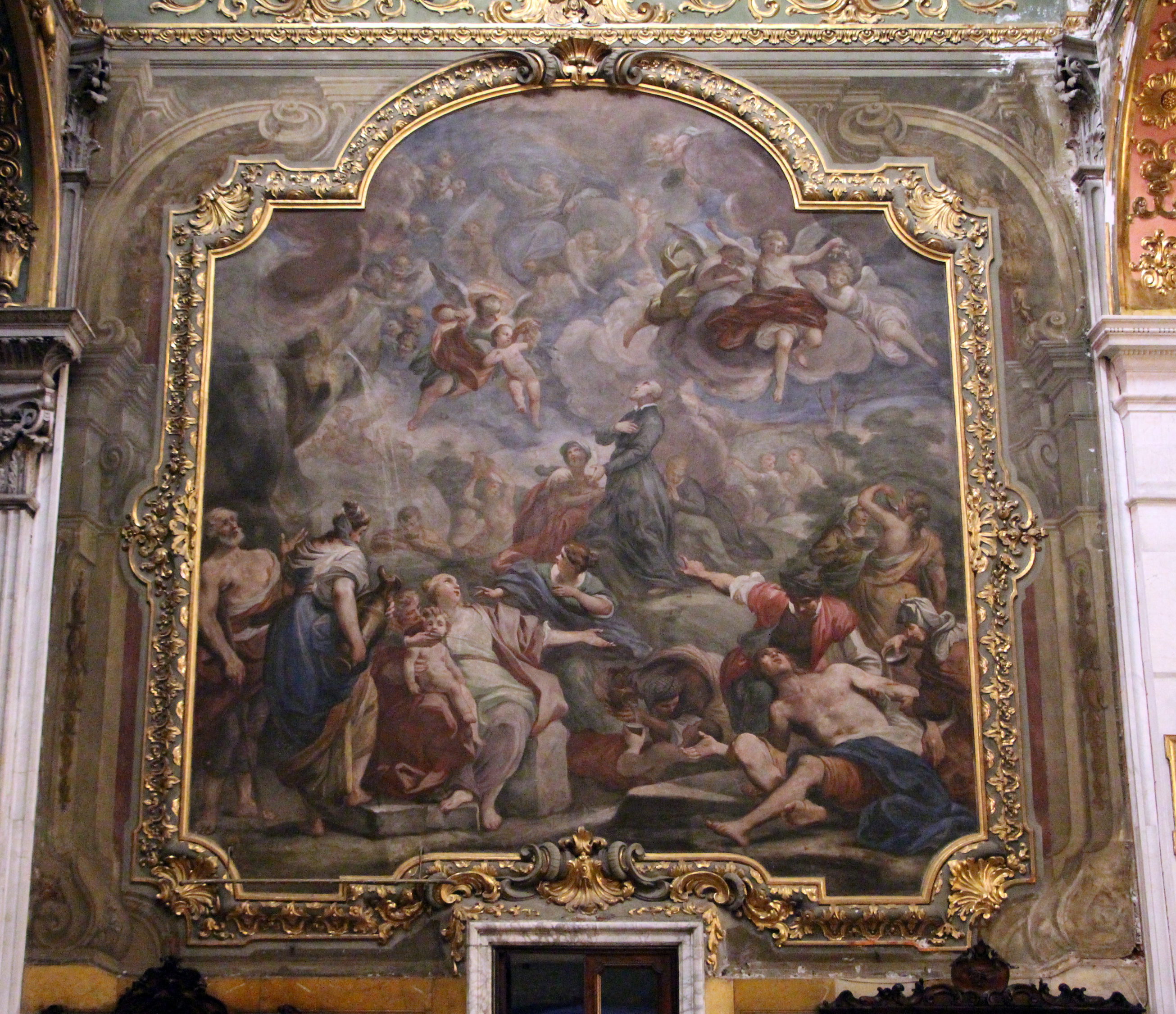
Sigismondo Betti, Św. Hieronim wyprowadzający wodę ze skały, XVIII w.
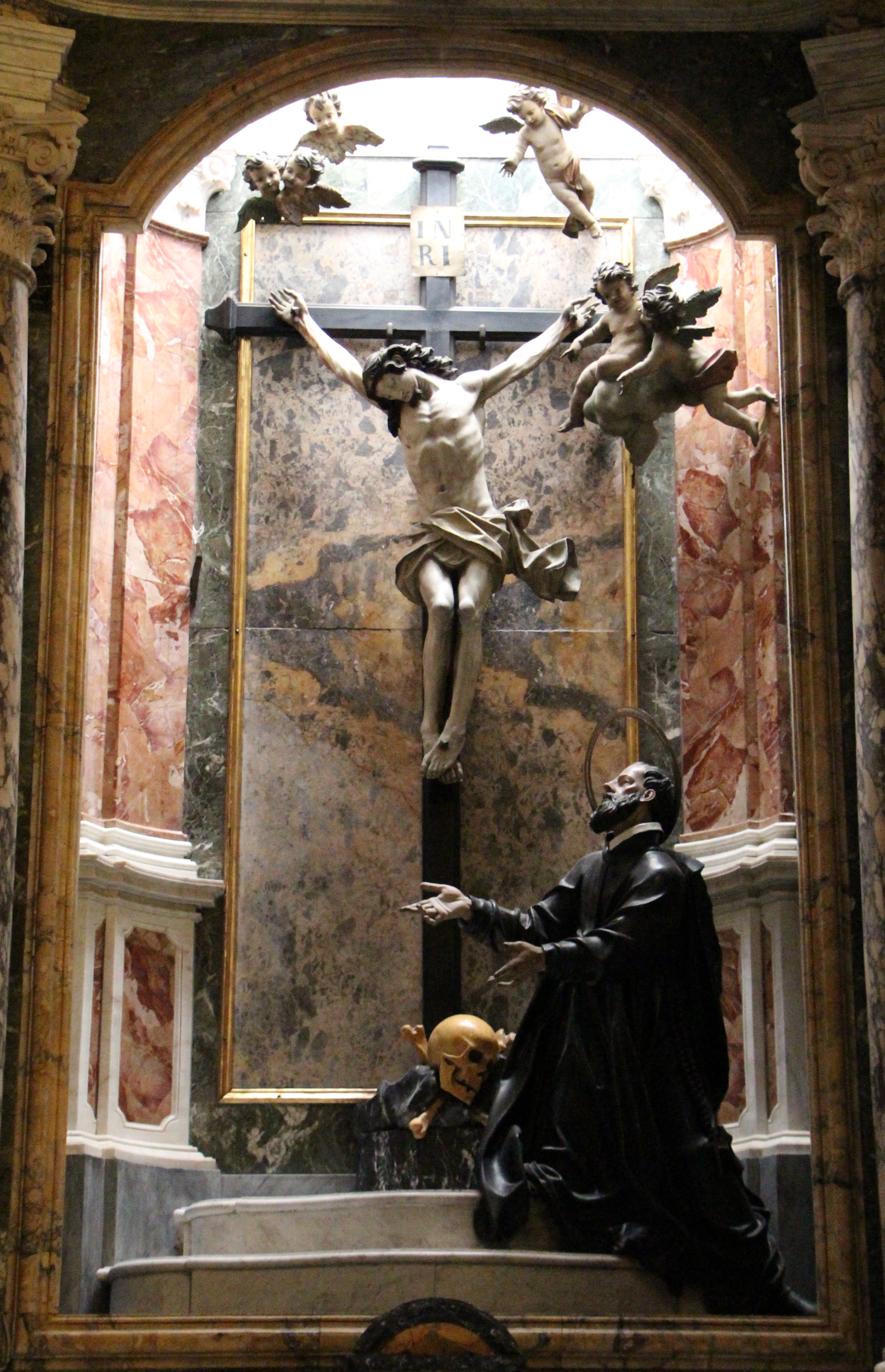
Agostino Storace, Św. Hieronim Emiliani, krucyfiks i aniołowie, 1747